# پناهگاه ملی پرندگان جوج
پناهگاه ملی پرندگان جوج (فرانسوی: Parc national des oiseaux du Djoudj‎) یک منطقه بِکر نَهفته در ساحل جنوب شرقی رود سنگال و در کشور سنگال می‌باشد. این منطقه همچنین در شمال بیفه‌چه و شمال شرق سن‌لوئی واقع شده. پناهگاه جوج دارای طیف گسترده‌ای از تالاب‌های مطبوع و محبوب پرندگان مهاجر می‌باشد که بسیاری از آنها با گذر از صحرای بزرگ آفریقا به آنجا می‌رسند. از حدود ۴۰۰ گونه پرنده موجود در این منطقه، پلیکان‌ها و فلامینگوها قابل رویت‌ترین آنها هستند. تعداد کمتر مشاهده شده‌ای هم از مگس‌گیر سردراز مردابی که گونه مهاجر از اروپا هستند در این منطقه مشاهده شده.

## نگارخانه

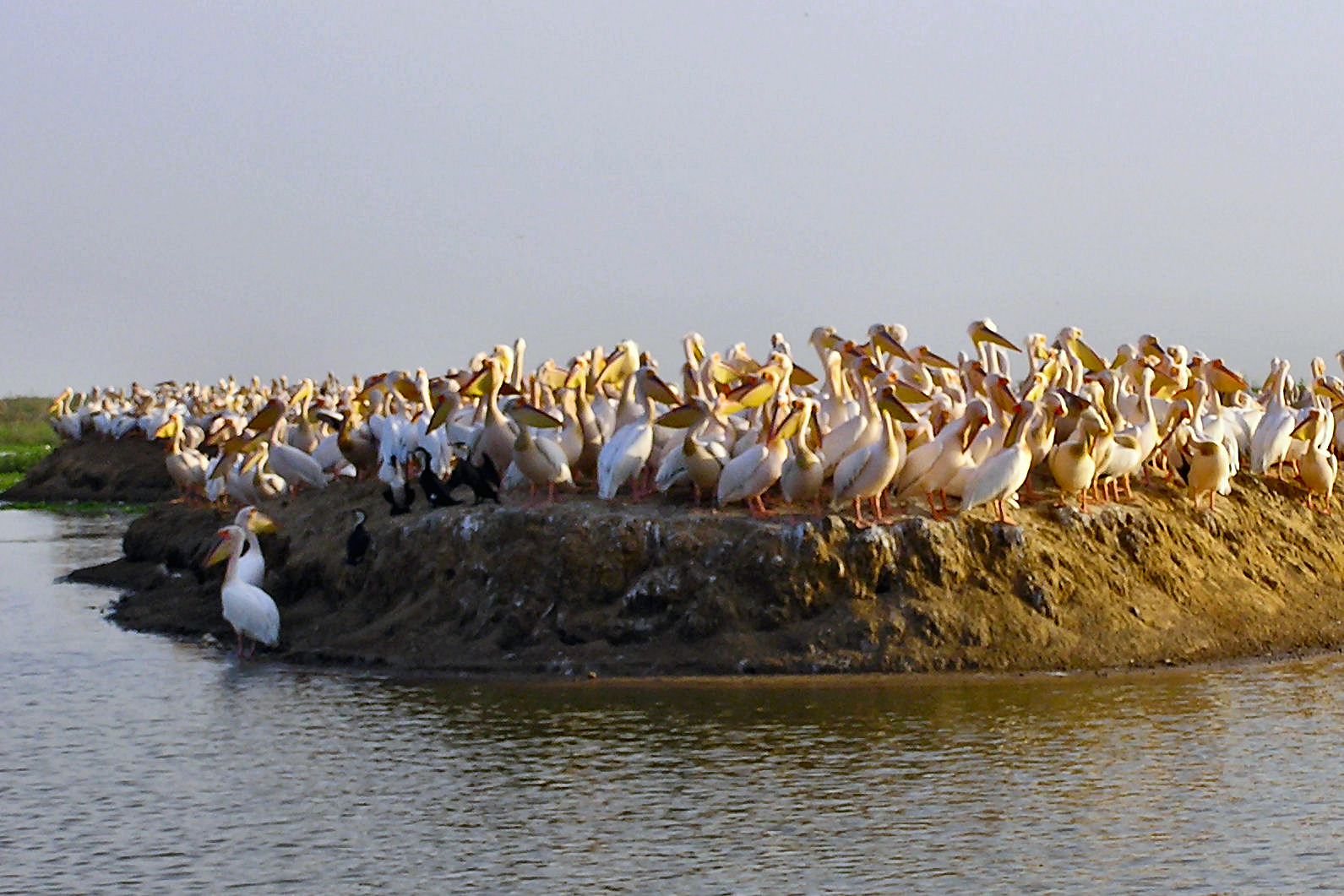
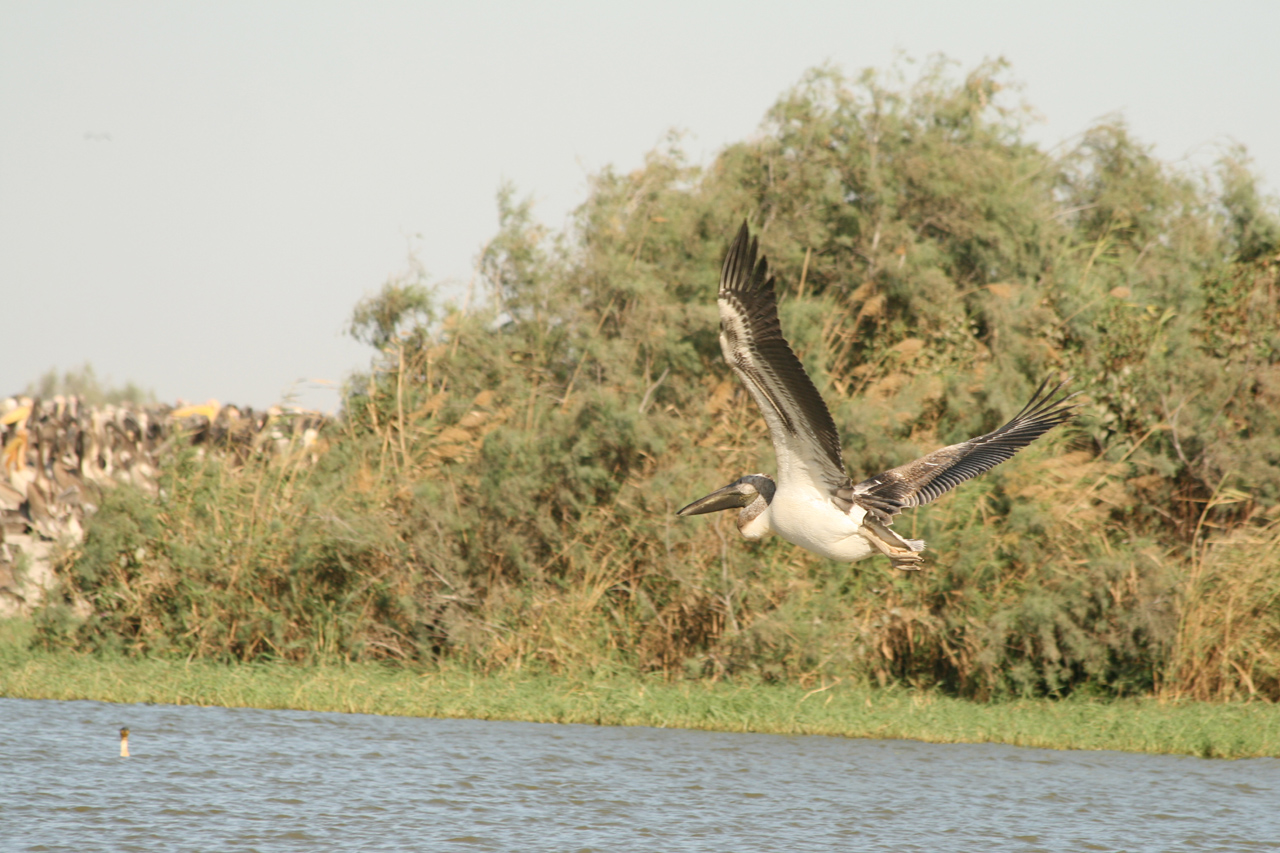
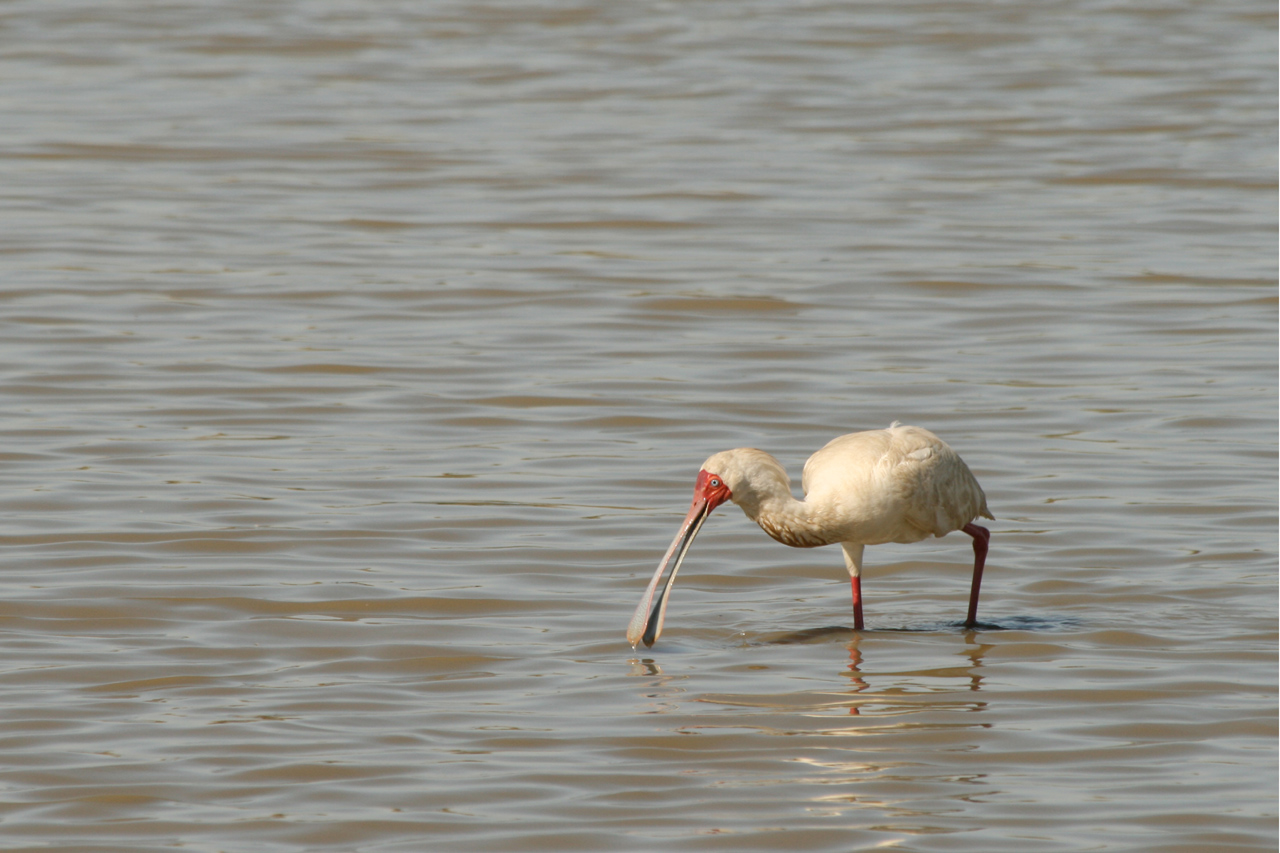
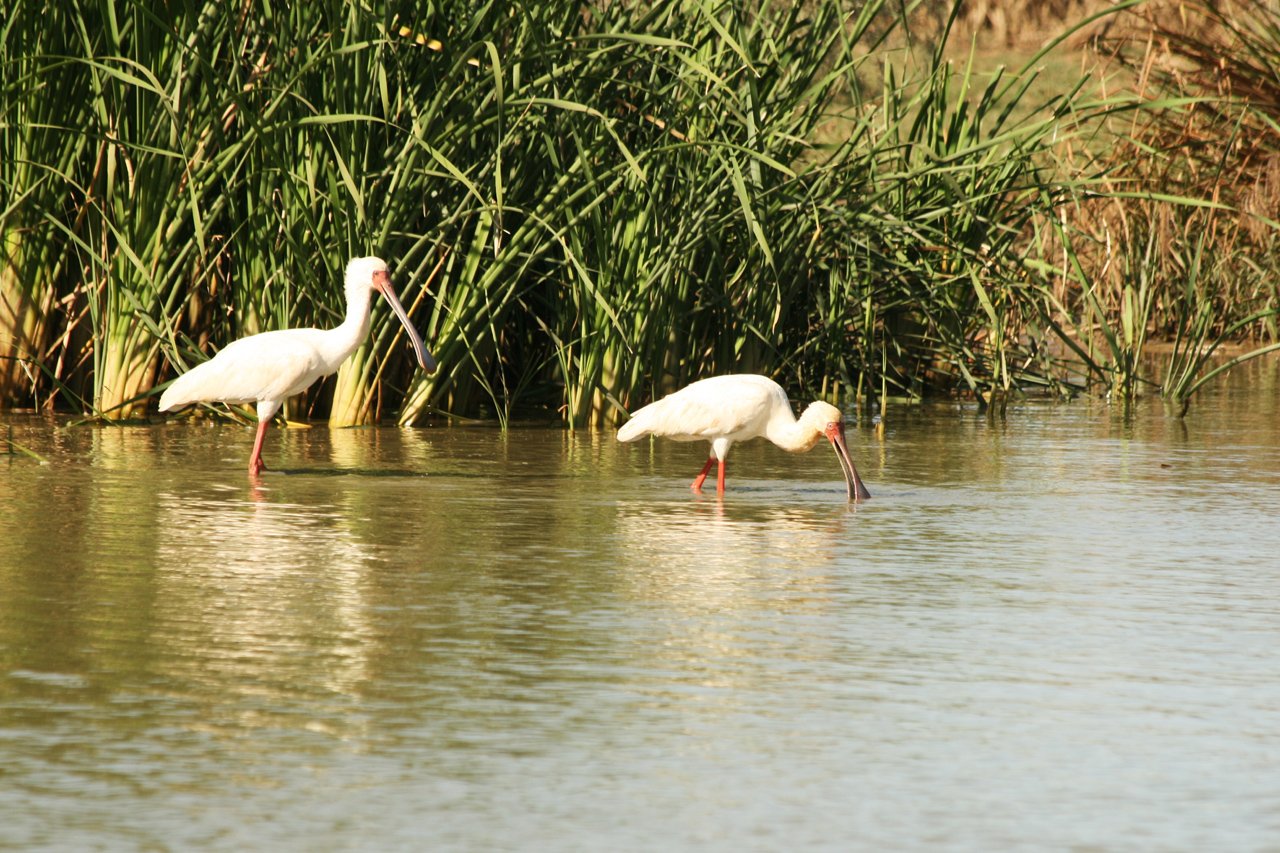
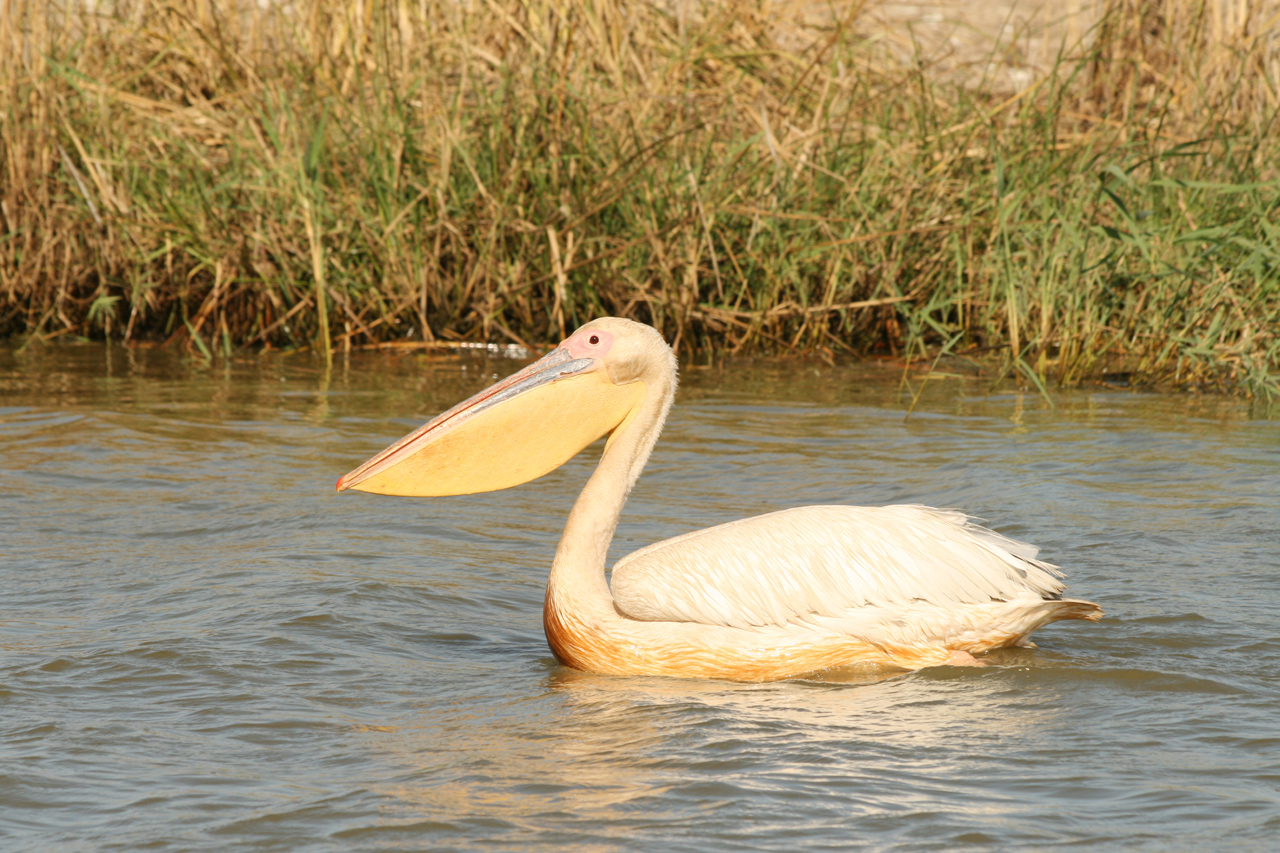
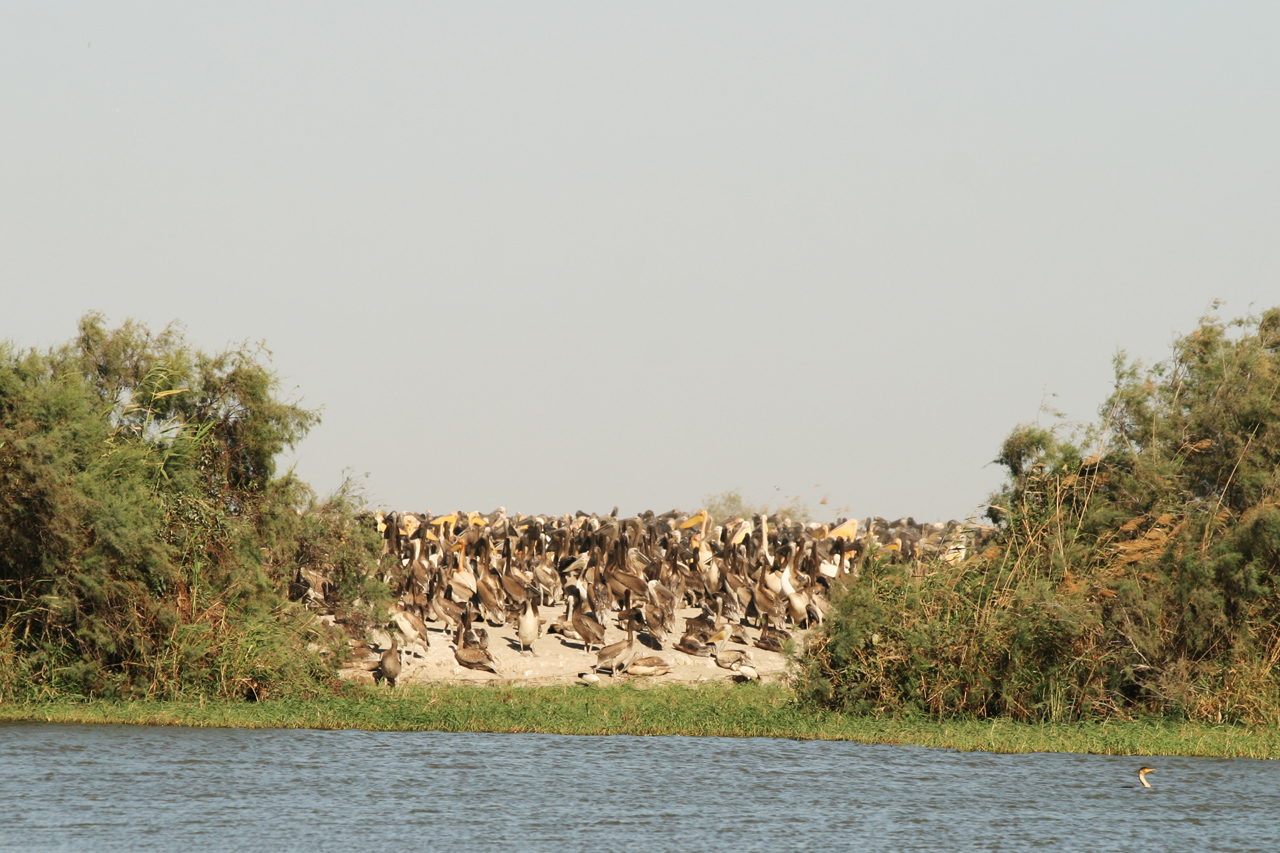
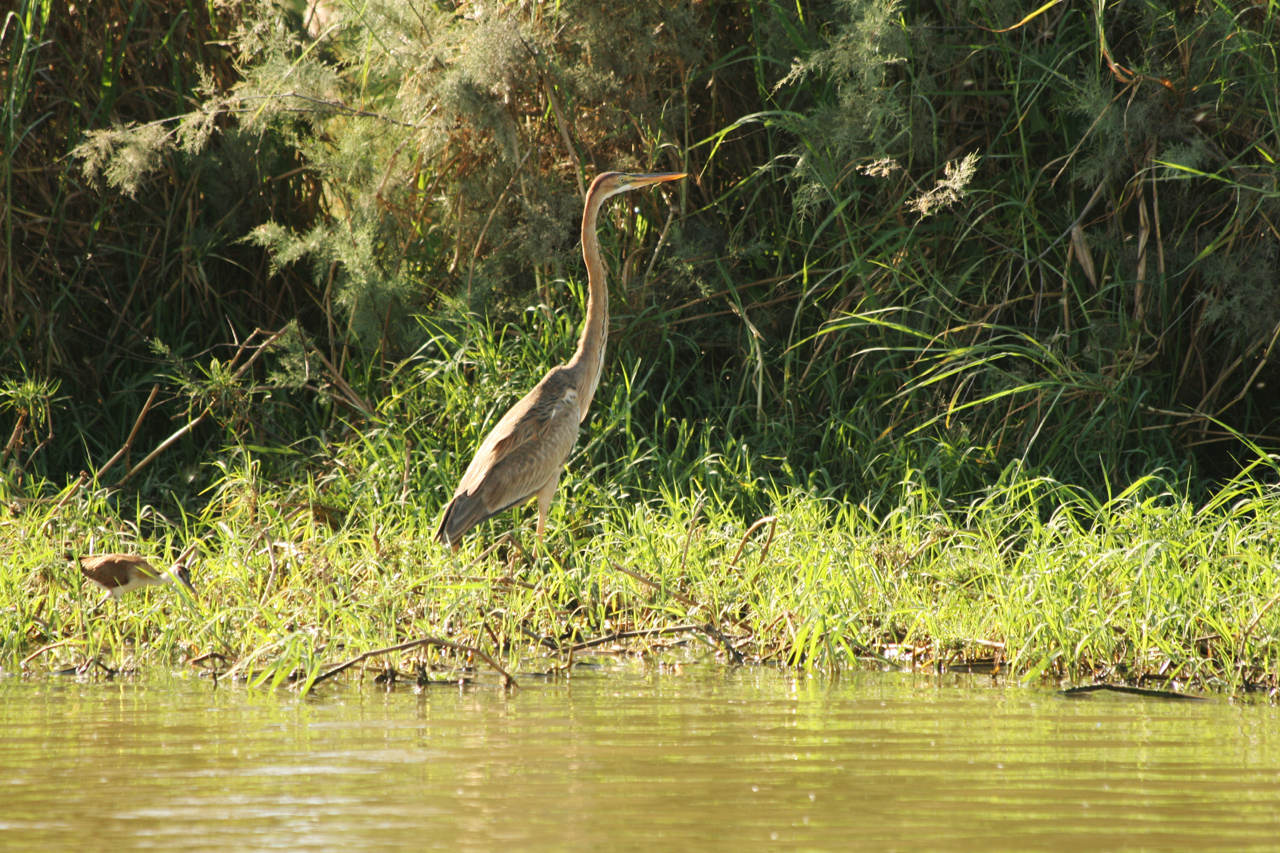
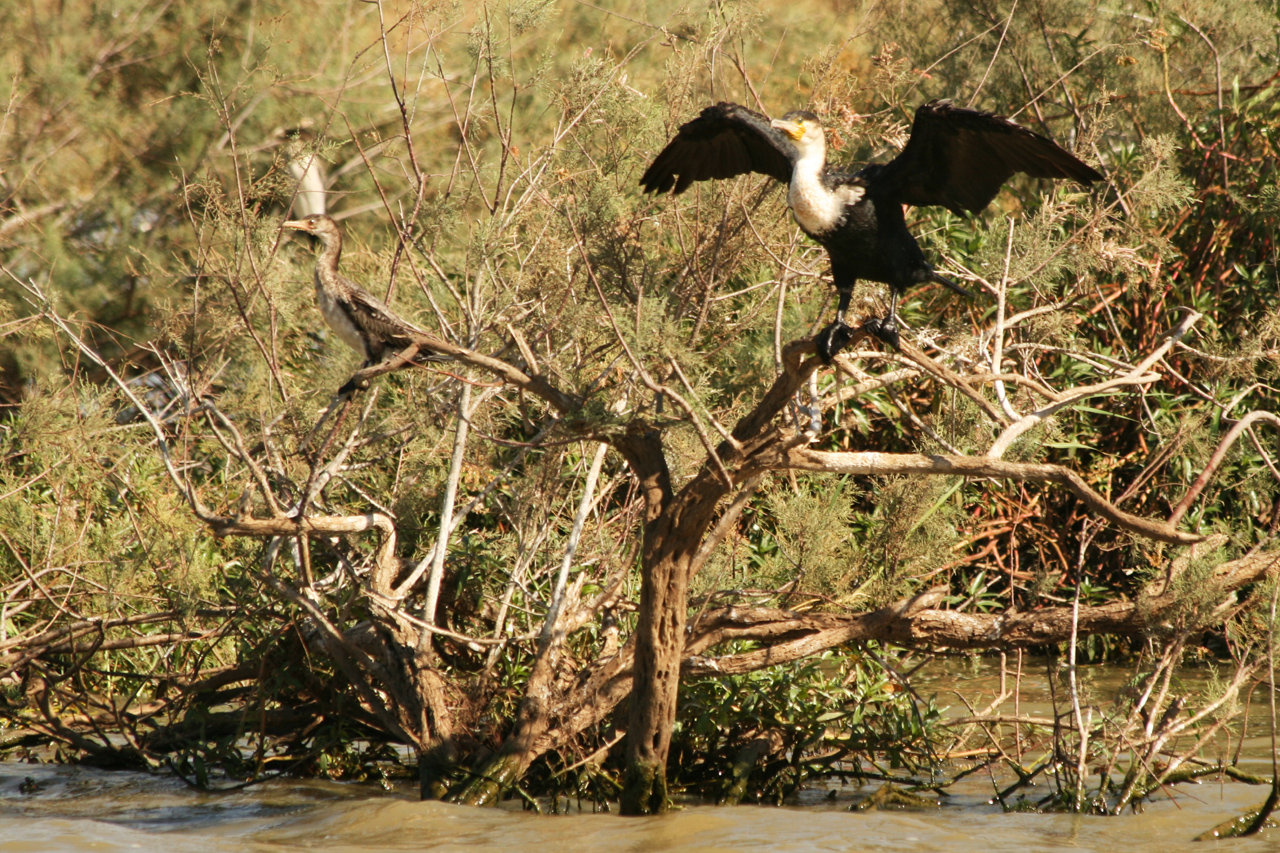
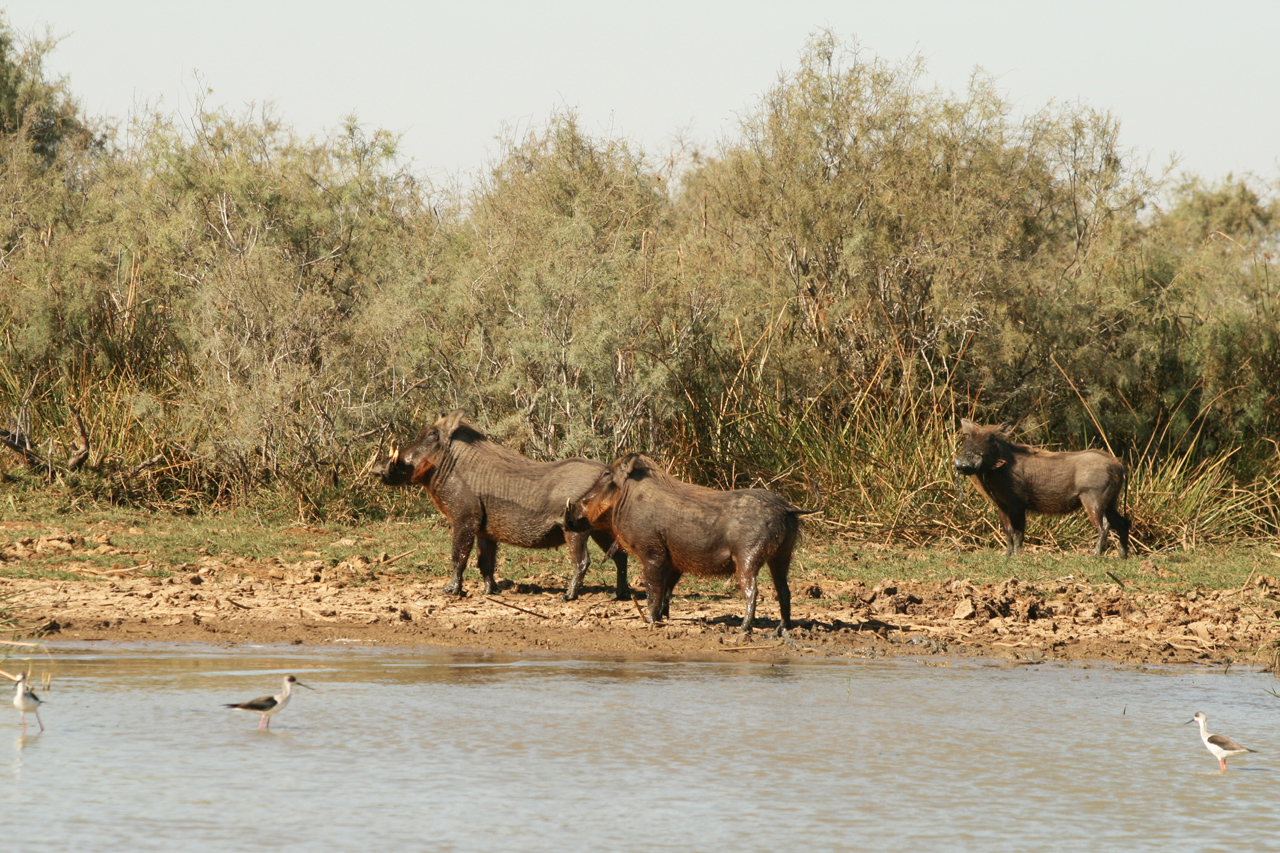